# Сора
Сора (італ. Sora) — муніципалітет в Італії, у регіоні Лаціо, провінція Фрозіноне.
Сора розташована на відстані близько 100 км на схід від Рима, 24 км на північний схід від Фрозіноне.
Населення — 26 172 особи (2014).

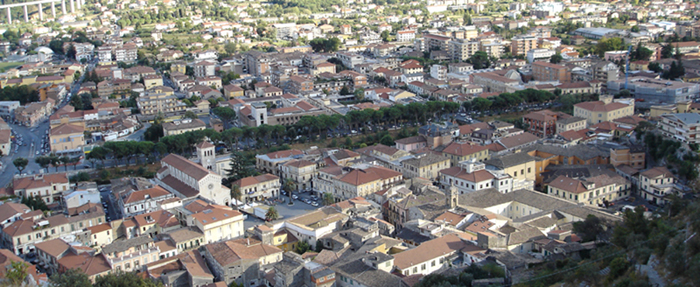

Щорічний фестиваль відбувається 27 травня.

## Демографія
Населення за роками:

Станом на 1 січня 2023 року в муніципалітеті офіційно проживало 1090 іноземців з 67 країн, серед них 252 громадяни країн Євросоюзу та 75 громадян України.

## Клімат
| Місяці                | Місяці | Місяці | Місяці | Місяці | Місяці | Місяці | Місяці | Місяці | Місяці | Місяці | Місяці | Місяці | Пора | Пора | Пора | Пора | Рік  |
| Місяці                | Січ    | Лют    | Бер    | Кві    | Тра    | Чер    | Лип    | Сер    | Вер    | Жов    | Лис    | Гру    | Зим  | Вес  | Літ  | Осі  | Рік  |
| --------------------- | ------ | ------ | ------ | ------ | ------ | ------ | ------ | ------ | ------ | ------ | ------ | ------ | ---- | ---- | ---- | ---- | ---- |
| Темп. макс. (°C)      | 11     | 12     | 15     | 18     | 23     | 27     | 30     | 30     | 27     | 21     | 15     | 12     | 11.7 | 18.7 | 29   | 21   | 20.1 |
| Темп. мін. (°C)       | 1      | 2      | 4      | 6      | 10     | 13     | 16     | 16     | 13     | 9      | 5      | 2      | 1.7  | 6.7  | 15   | 9    | 8.1  |
| Опади (мм)            | 133    | 128    | 100    | 99     | 69     | 51     | 40     | 65     | 95     | 142    | 202    | 175    | 436  | 268  | 156  | 439  | 1299 |
| Вологість повітря (%) | 77     | 74     | 70     | 71     | 72     | 70     | 68     | 68     | 71     | 75     | 79     | 78     | 76.3 | 71   | 68.7 | 75   | 72.8 |

## Персоналії
- Вітторіо де Сіка (1901—1974) — італійський кінорежисер та актор.

## Сусідні муніципалітети
- Арпіно
- Бальсорано
- Броккостелла
- Камполі-Аппенніно
- Кастеллірі
- Ізола-дель-Лірі
- Монте-Сан-Джованні-Кампано
- Пескозолідо
- Веролі